# Danilo Medina
Danilo Medina (10. studenog 1951.) dominikanski političar i sadašnji predsjednik Dominikanske Republike, od 16. kolovoza 2012.
Medina je rođen u Arroyo Canu na jugozapadu Dominikanske Republike. On je najstariji od osmero braće. Studirao je ekonomiju na Institutu Tecnológico Santo Domingo (INTEC), a diplomirao je 1984. godine. Na izborima 1986. izabran je kao zastupnik u Kongresu. Godine 1987., oženio je psihologinju Candidu Montillu s kojom ima tri kćeri, Sibelu, Vanessu i Anu Paulu.
Godine 1990., Medina je izabran kao član političkog odbora Dominikanske oslobodilačke stranke, zajedno s Leonelom Fernándezom i Juan Temístoclesom Montasom. Bio je predsjednik Zastupničkog doma od 1994. do 1995., a kasnije je služio kao državni tajnik Predsjedništva od 1996. do 1999. i ponovo od 2004. do 2006. godine.
Godine 2000. Medina bio predsjednički kandidat PLD, završio je daleko drugi iza oporbenog kandidata Hipolita Mejia osvojivši samo 24,9 % glasova do je Mejia osvojio 49,87 %.
Na unutar stranačkim izborima Dominikanske oslobodilačke stranke za predsjednika Dominikanske Republike 2008. godine Medina je dobio 28,45% glasova a Leonel Fernández 71,55% te nije izabran za predsjedničkog kandidata. 
Na presjedničkim izborima 2012. godine osvaja 51,21% glasova i postaje predsjednik Dominikanske Republike.

## Vanjske poveznice
- Biografija  Arhivirana inačica izvorne stranice od 18. listopada 2014. (Wayback Machine)